# Список територіальних громад Івано-Франківської області
Історія формування та перелік територіальних громад Івано-Франківської області, створених у рамках адміністративно-територіальної реформи 2015 року.

## Історія формування
24 липня 2015 року рішенням Івано-Франківської обласної ради був схвалений перспективний план формування громад. 14 серпня того ж року створено перші 5 громад.
12 червня 2020 року Кабінет міністрів України остаточно визначив адміністративні центри та затвердив території територіальних громад Івано-Франківської області.

## Перелік громад
| №  | Громада                                  | Центр                | Дата створення | Район                    |
| -- | ---------------------------------------- | -------------------- | -------------- | ------------------------ |
| 1  | Білоберізька сільська громада            | с. Білоберізка       |                | Верховинський район      |
| 2  | Більшівцівська селищна громада           | м. Більшівці         |                | Івано-Франківський район |
| 3  | Богородчанська селищна громада           | смт Богородчани      |                | Івано-Франківський район |
| 4  | Болехівська міська громада               | м. Болехів           |                | Калуський район          |
| 5  | Брошнів-Осадська селищна громада         | смт Брошнів-Осада    |                | Калуський район          |
| 6  | Букачівська селищна громада              | смт Букачівці        |                | Івано-Франківський район |
| 7  | Бурштинська міська громада               | м. Бурштин           |                | Івано-Франківський район |
| 8  | Верхнянська сільська громада             | с. Верхня            |                | Калуський район          |
| 9  | Верховинська селищна громада             | смт Верховина        |                | Верховинський район      |
| 10 | Вигодська селищна громада                | смт Вигода           |                | Калуський район          |
| 11 | Витвицька сільська громада               | с. Витвиця           |                | Калуський район          |
| 12 | Войнилівська селищна громада             | смт Войнилів         |                | Калуський район          |
| 13 | Ворохтянська селищна громада             | смт Ворохта          |                | Надвірнянський район     |
| 14 | Галицька міська громада                  | м. Галич             |                | Івано-Франківський район |
| 15 | Гвіздецька селищна громада               | смт Гвіздець         |                | Коломийський район       |
| 16 | Городенківська міська громада            | м. Городенка         |                | Коломийський район       |
| 17 | Делятинська селищна громада              | смт Делятин          |                | Надвірнянський район     |
| 18 | Дзвиняцька сільська громада              | с. Дзвиняч           |                | Івано-Франківський район |
| 19 | Долинська міська громада                 | м. Долина            |                | Калуський район          |
| 20 | Дубівська сільська громада               | с. Дуба              |                | Калуський район          |
| 21 | Дубовецька сільська громада              | с. Дубівці           |                | Івано-Франківський район |
| 22 | Єзупільська селищна громада              | смт Єзупіль          |                | Івано-Франківський район |
| 23 | Заболотівська селищна громада            | смт Заболотів        |                | Коломийський район       |
| 24 | Загвіздянська сільська громада           | с. Загвіздя          |                | Івано-Франківський район |
| 25 | Зеленська сільська громада               | с. Зелене            |                | Верховинський район      |
| 26 | Івано-Франківська міська громада         | м. Івано-Франківськ  |                | Івано-Франківський район |
| 27 | Калуська міська громада                  | м. Калуш             |                | Калуський район          |
| 28 | Коломийська міська громада               | м. Коломия           |                | Коломийський район       |
| 29 | Коршівська сільська громада              | с. Коршів            |                | Коломийський район       |
| 30 | Косівська міська громада                 | м. Косів             |                | Косівський район         |
| 31 | Космацька сільська громада               | с. Космач            |                | Косівський район         |
| 32 | Кутська селищна громада                  | смт Кути             |                | Косівський район         |
| 33 | Ланчинська селищна територіальна громада | селище Ланчин        |                | Надвірнянський район     |
| 34 | Лисецька селищна громада                 | смт Лисець           |                | Івано-Франківський район |
| 35 | Матеївецька сільська громада             | с. Матеївці          |                | Коломийський район       |
| 36 | Надвірнянська міська громада             | м. Надвірна          |                | Надвірнянський район     |
| 37 | Нижньовербізька сільська громада         | с. Нижній Вербіж     |                | Коломийський район       |
| 38 | Новицька сільська громада                | с. Новиця            |                | Калуський район          |
| 39 | Обертинська селищна громада              | смт Обертин          |                | Івано-Франківський район |
| 40 | Олешанська сільська громада              | с. Олеша             |                | Івано-Франківський район |
| 41 | Отинійська селищна громада               | смт Отинія           |                | Коломийський район       |
| 42 | П’ядицька сільська громада               | с. П'ядики           |                | Коломийський район       |
| 43 | Пасічнянська сільська громада            | с. Пасічна           |                | Надвірнянський район     |
| 44 | Перегінська селищна громада              | смт Перегінське      |                | Калуський район          |
| 45 | Переріслянська сільська громада          | с. Перерісль         |                | Надвірнянський район     |
| 46 | Печеніжинська селищна громада            | смт Печеніжин        |                | Коломийський район       |
| 47 | Підгайчиківська сільська громада         | с. Підгайчики        |                | Коломийський район       |
| 48 | Поляницька сільська громада              | с. Поляниця          |                | Надвірнянський район     |
| 49 | Рогатинська міська громада               | м. Рогатин           |                | Івано-Франківський район |
| 50 | Рожнівська сільська громада              | с. Рожнів            |                | Косівський район         |
| 51 | Рожнятівська селищна громада             | смт Рожнятів         |                | Калуський район          |
| 52 | Снятинська міська громада                | м. Снятин            |                | Коломийський район       |
| 53 | Солотвинська селищна громада             | смт Солотвин         |                | Івано-Франківський район |
| 54 | Спаська сільська громада                 | с. Спас              |                | Калуський район          |
| 55 | Старобогородчанська сільська громада     | с. Старі Богородчани |                | Івано-Франківський район |
| 56 | Тисменицька міська громада               | м. Тисмениця         |                | Івано-Франківський район |
| 57 | Тлумацька міська громада                 | м. Тлумач            |                | Івано-Франківський район |
| 58 | Угринівська сільська громада             | с. Угринів           |                | Івано-Франківський район |
| 59 | Чернелицька селищна громада              | смт Чернелиця        |                | Коломийський район       |
| 60 | Яблунівська селищна громада              | смт Яблунів          |                | Косівський район         |
| 61 | Ямницька сільська громада                | с. Ямниця            |                | Івано-Франківський район |
| 62 | Яремчанська міська громада               | м. Яремче            |                | Надвірнянський район     |